# Chạy vượt rào

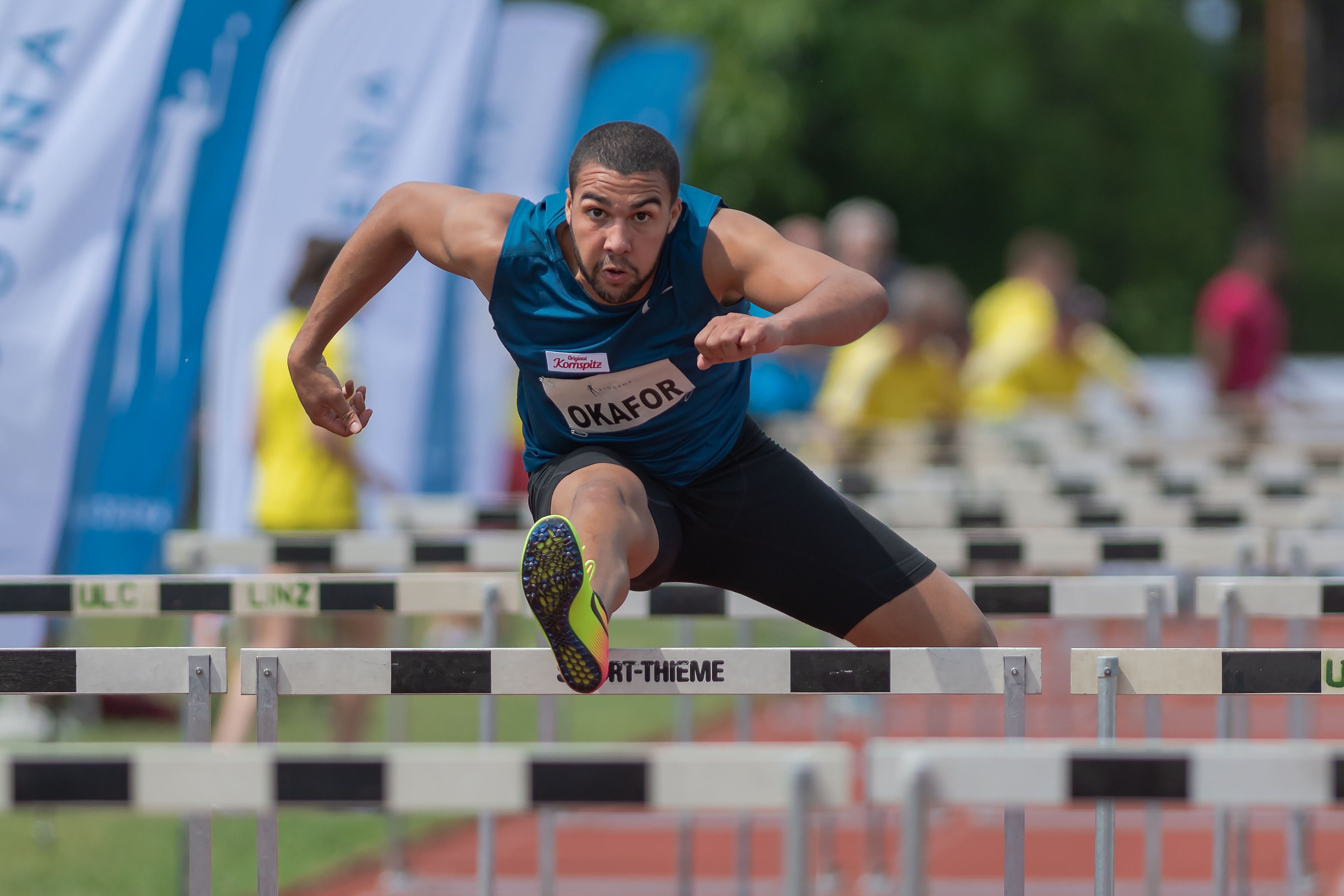
Vận động viên Leon Okafor của Áo chạy vượt rào tại một sự kiện năm 2018 ở Linz.

Chạy vượt rào (tiếng Anh: hurdling) là môn thể thao trong đó vận động viên nhảy qua chướng ngại vật ở tốc độ cao hoặc trong một chặng chạy nước rút. Vào đầu thế kỷ 19, vận động viên chạy vượt rào chạy nhảy qua từng chướng ngại vật, tiếp đất bằng cả hai chân và kiểm tra chuyển động hướng về phía trước của họ. Ngày nay, bước chạy phổ biến là 3 bước cho rào cản cao, 7 bước cho rào cản thấp và 15 bước cho rào cản trung bình. Chạy vượt rào là một hình thức đua vượt chướng ngại vật mang tính chuyên môn cao và là một phần của bộ môn điền kinh. Trong các cuộc thi chạy vượt rào, vấn đề độ cao cũng như khoảng cách giữa các chướng ngại vật (rào cản) được người ta lưu tâm chính xác. Mỗi vận động viên phải nhảy qua các chướng ngại vật; nếu luồn bên dưới hoặc cố tình làm đổ rào thì sẽ bị loại.
Trên các chặng đường đua, độ cao của rào thường là 68–107 cm (27–42 in), tùy thuộc vào độ tuổi và giới tính của vận động viên. Các nội dung thi đấu từ 50 đến 110 mét về mặt kỹ thuật được gọi là cuộc đua vượt rào cao, trong khi các cuộc thi dài hơn là cuộc đua vượt rào thấp. Chạy vượt rào diễn ra trong các cuộc thi chạy nước rút.
Kỹ thuật vượt rào cũng có trong môn steeplechase, dù rằng với môn này thì các vận động viên lại được phép giẫm lên chướng ngại vật để vượt qua. Tương tự, vận động viên chạy việt dã cũng có thể vượt qua nhiều chướng ngại vật tự nhiên khác nhau trong suốt chặng thi của họ, chẳng hạn như khúc gỗ, gò đất và suối nhỏ. Đua ngựa có một biến thể là môn đua ngựa vượt rào với nguyên tắc tương tự môn chạy vượt rào.
| Sự kiện        | Giới tính | Olympic                                    | Giải vô địch thế giới |
| -------------- | --------- | ------------------------------------------ | --------------------- |
| 50 m vượt rào  | Cả hai    | Không                                      | Không                 |
| 55 m vượt rào  | Cả hai    | Không                                      | Không                 |
| 60 m vượt rào  | Cả hai    | Không                                      | 1987–nay              |
| 80 m vượt rào  | Nữ        | 1932–1968                                  | Không                 |
| 100 m vượt rào | Nữ        | 1972–nay                                   | 1983–nay              |
| 110 m vượt rào | Nam       | 1896–nay                                   | 1983–nay              |
| 200 m vượt rào | Nam       | 1900–1904                                  | Không                 |
| 300 m vượt rào | Cả hai    | Không                                      | Không                 |
| 400 m vượt rào | Cả hai    | 1900–08 &amp; 1920–nay (nam) 1984–nay (nữ) | (1983–nay)            |